# اوش‌وینچیم
اُوش‌ویِنچیم (به لاتین: Oświęcim) یک شهر در لهستان است که در Gmina Oświęcim واقع شده‌است.

## خصوصیات
اوش‌وینچیم ۳۰٫۳ کیلومترمربع مساحت و ۴۰٬۹۷۹ نفر جمعیت دارد و ۲۳۰ متر بالاتر از سطح دریا واقع شده‌است.

## خواهرخوانده
شهرهای آرتزو، Kerpen، کاتانیا، سامبیر، لاتینا و برایزاخ خواهرخوانده‌های اوشویمچین هستند.

## نگارخانه

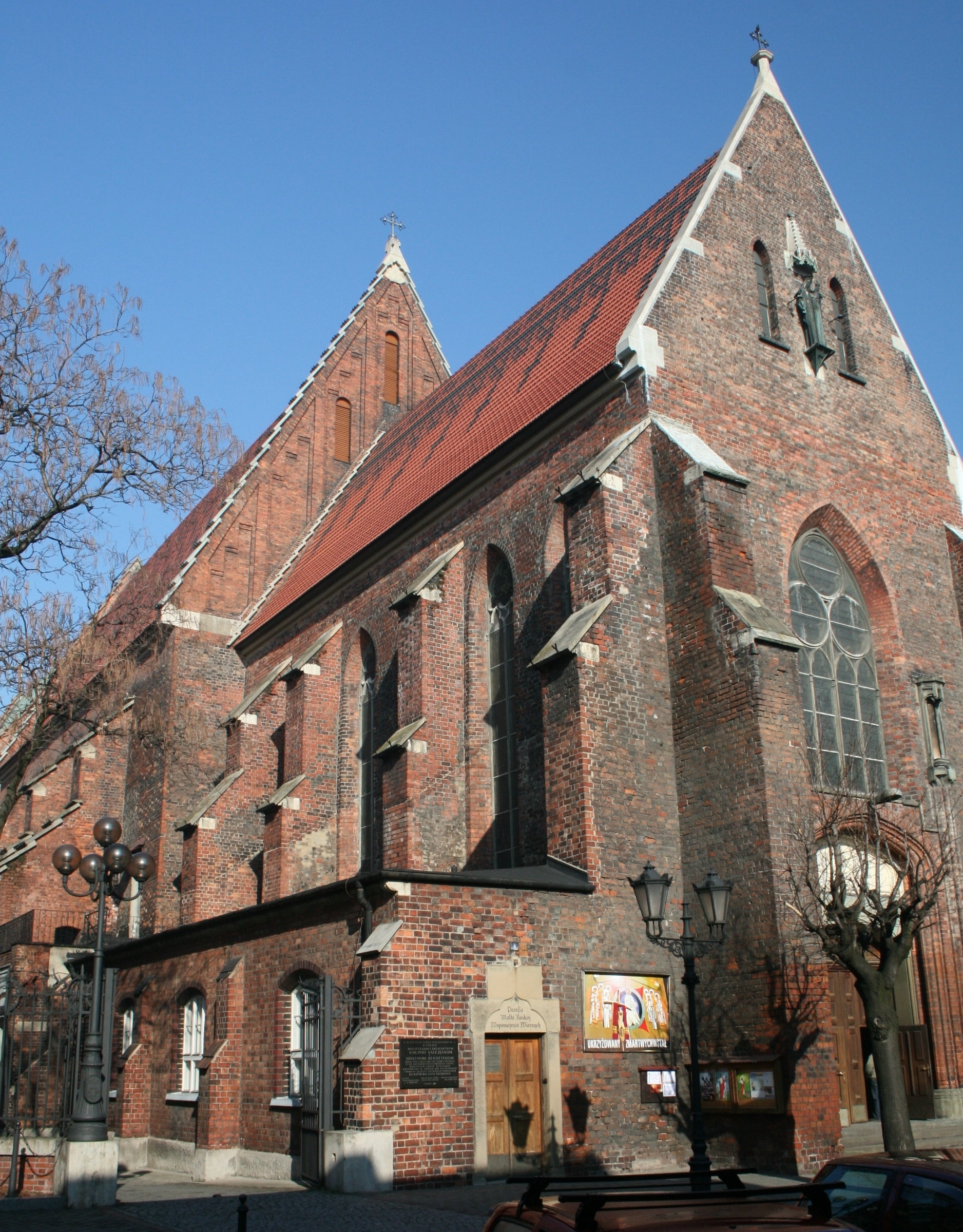
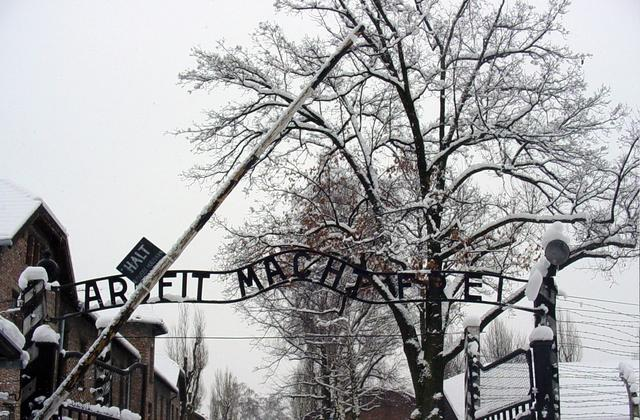
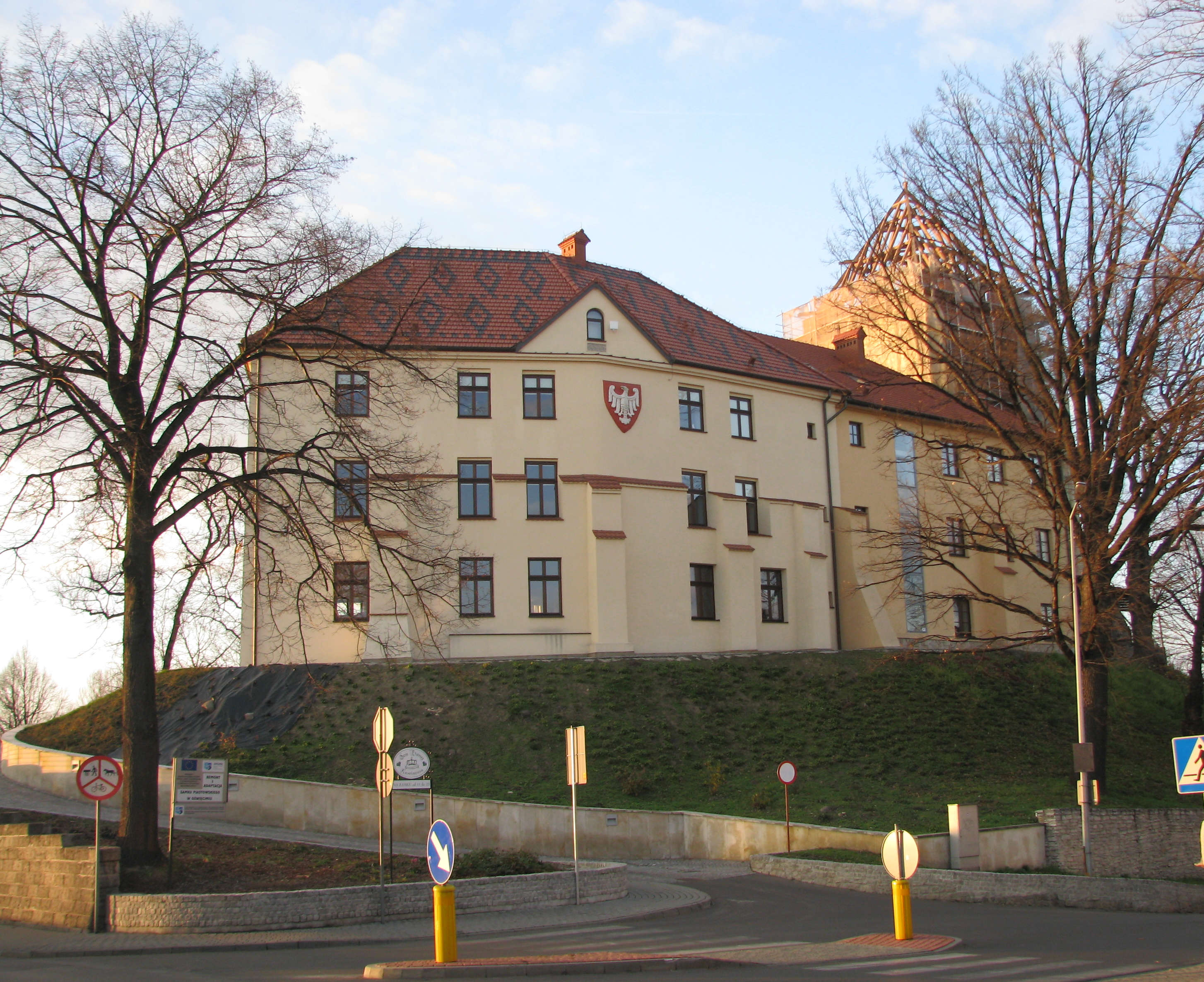
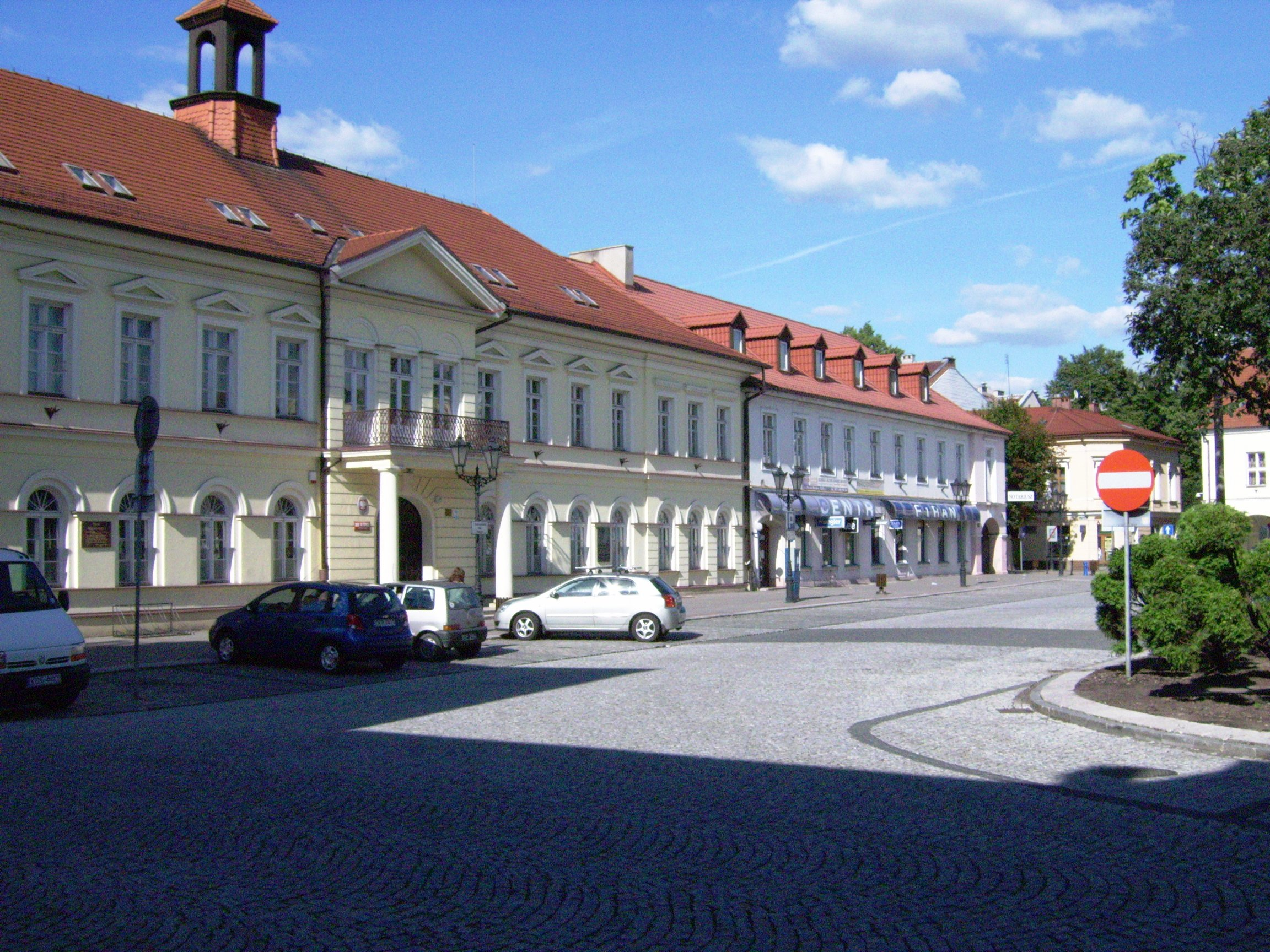
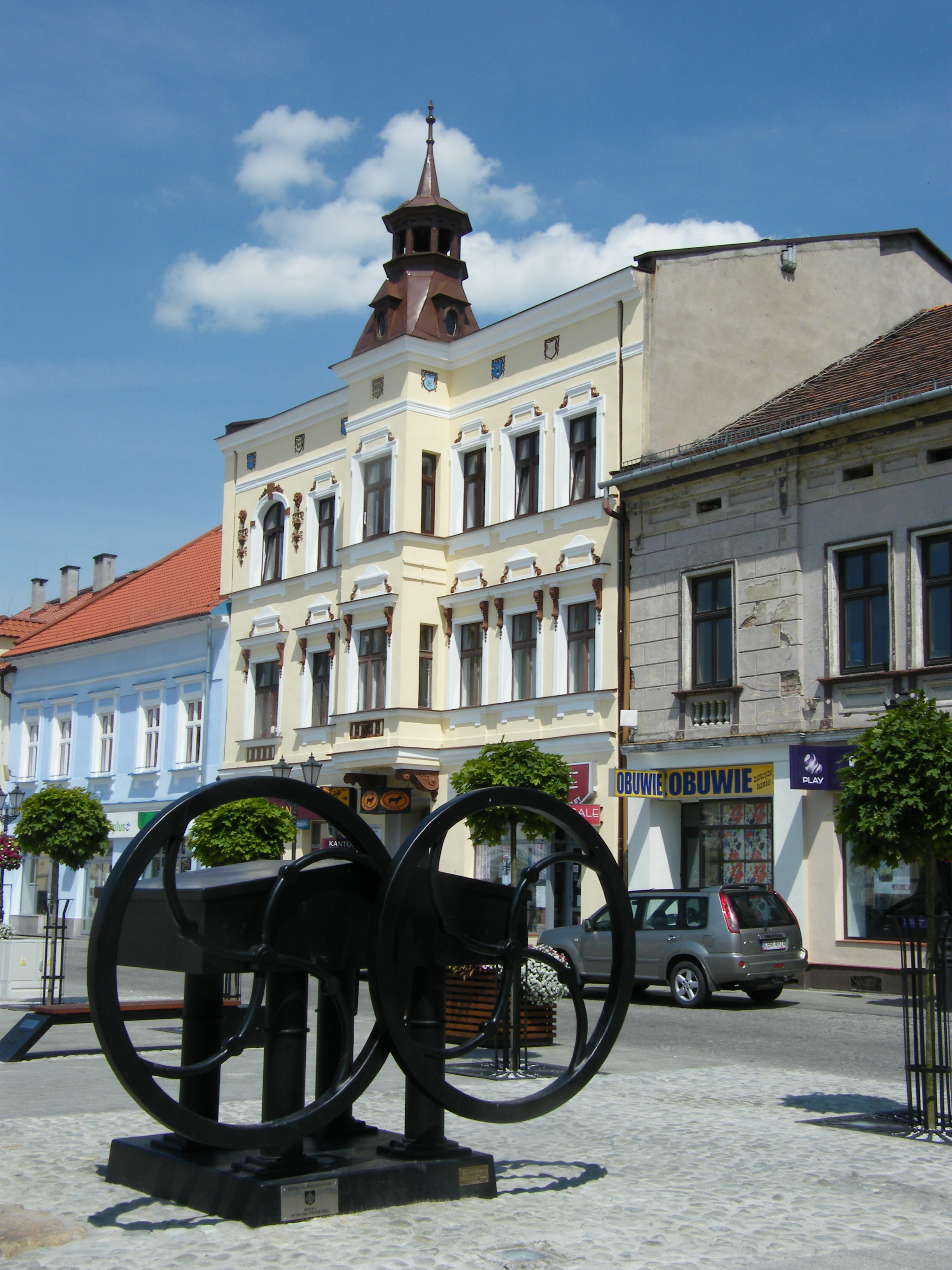
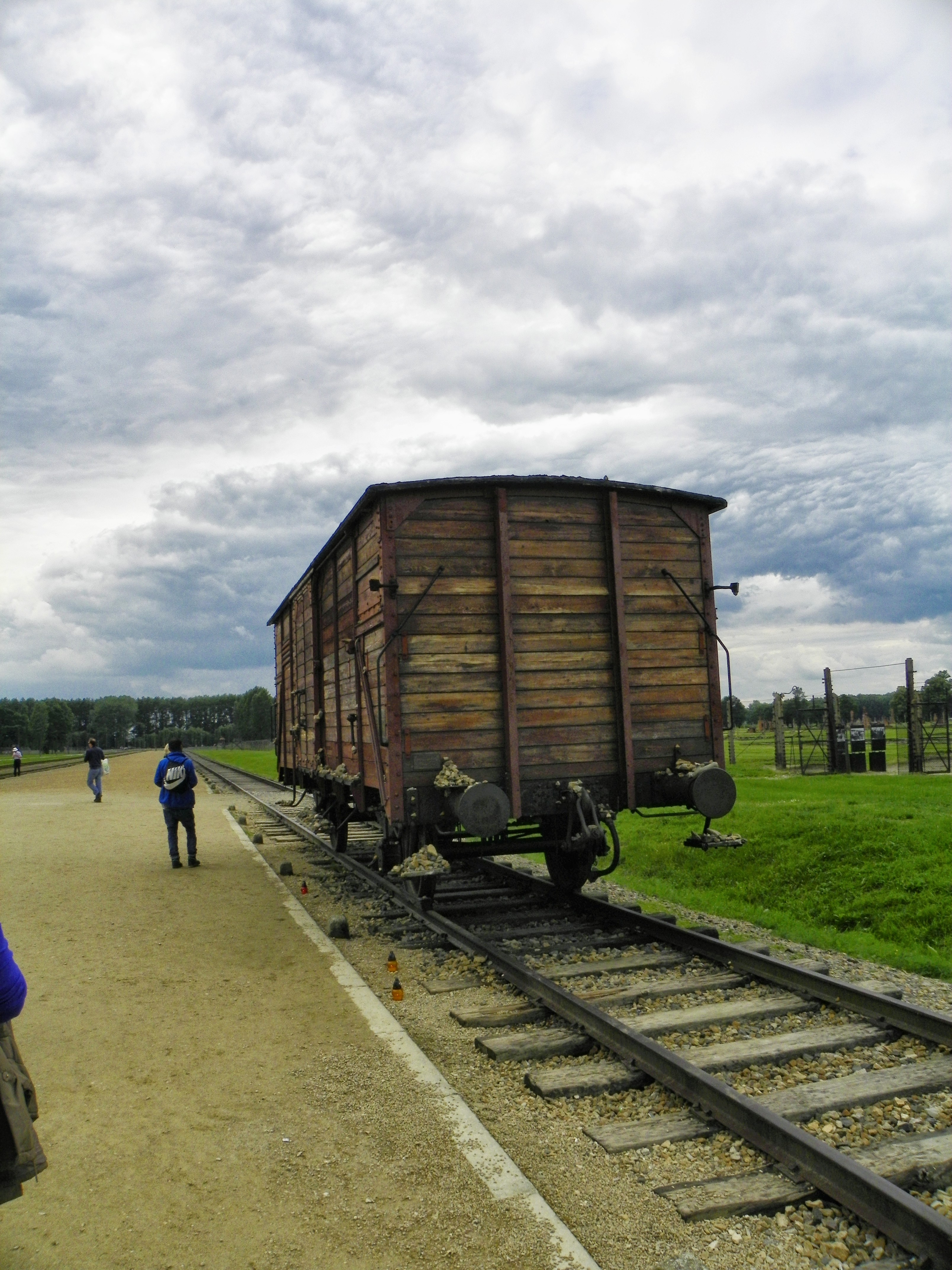
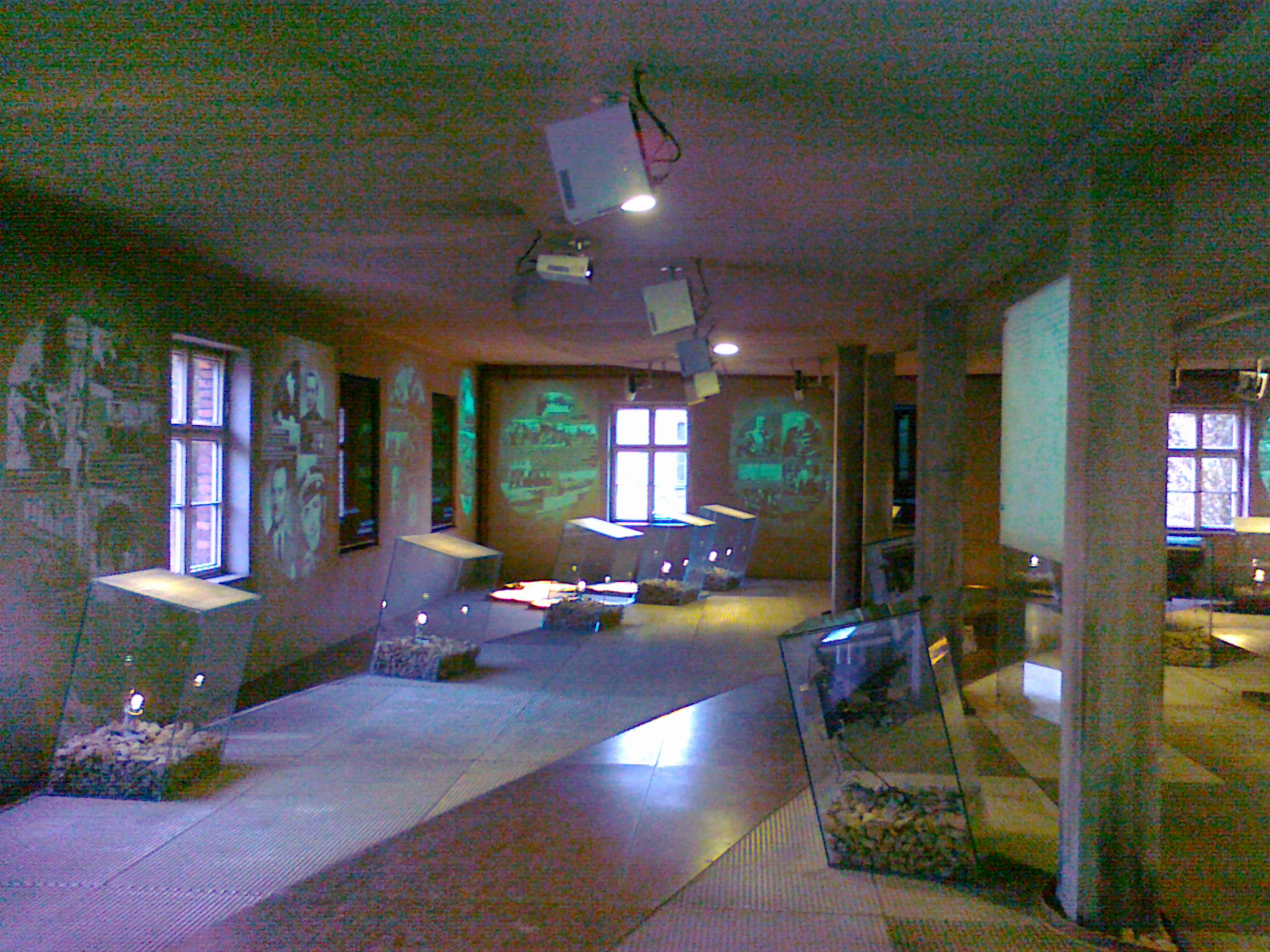
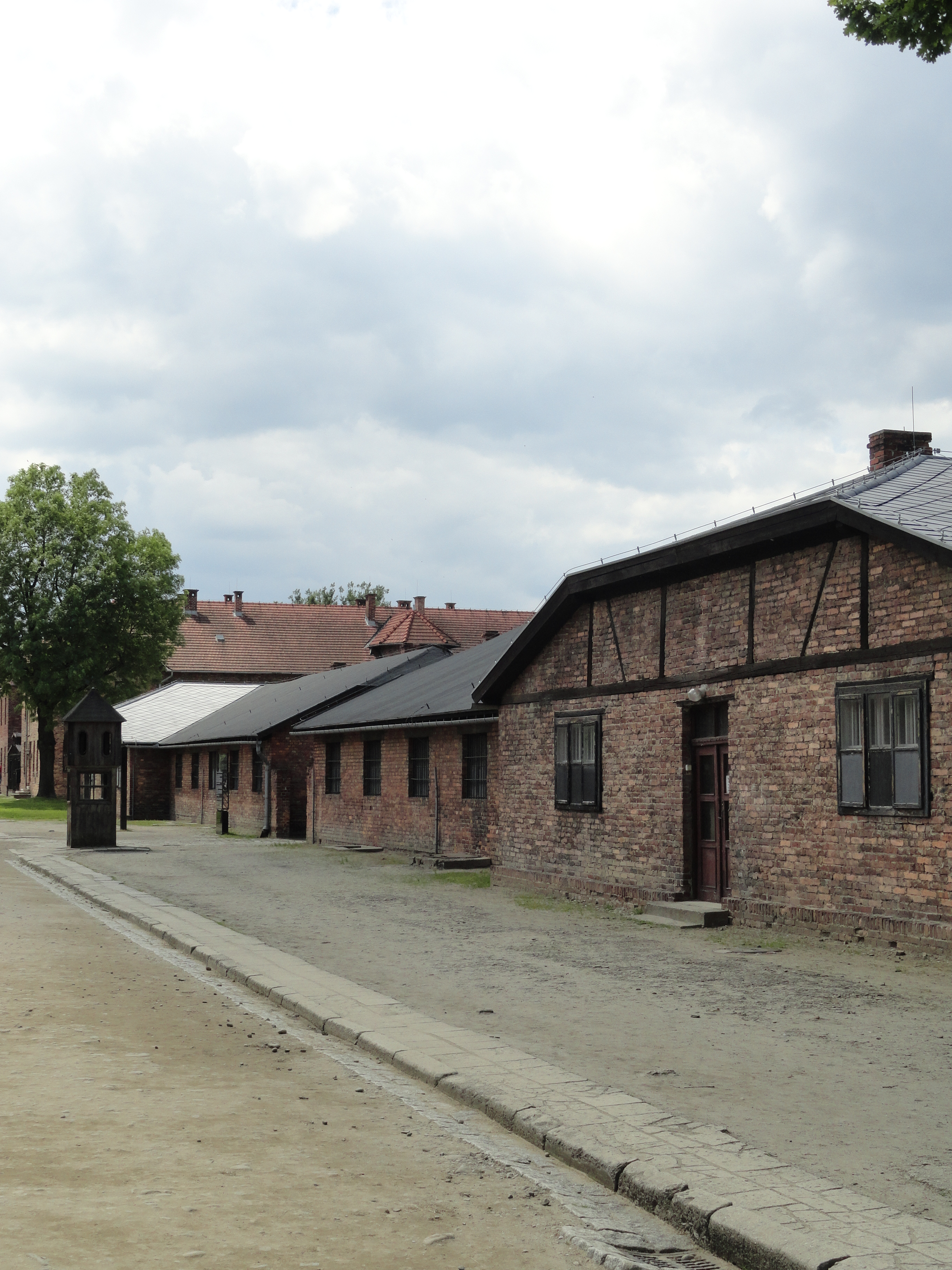
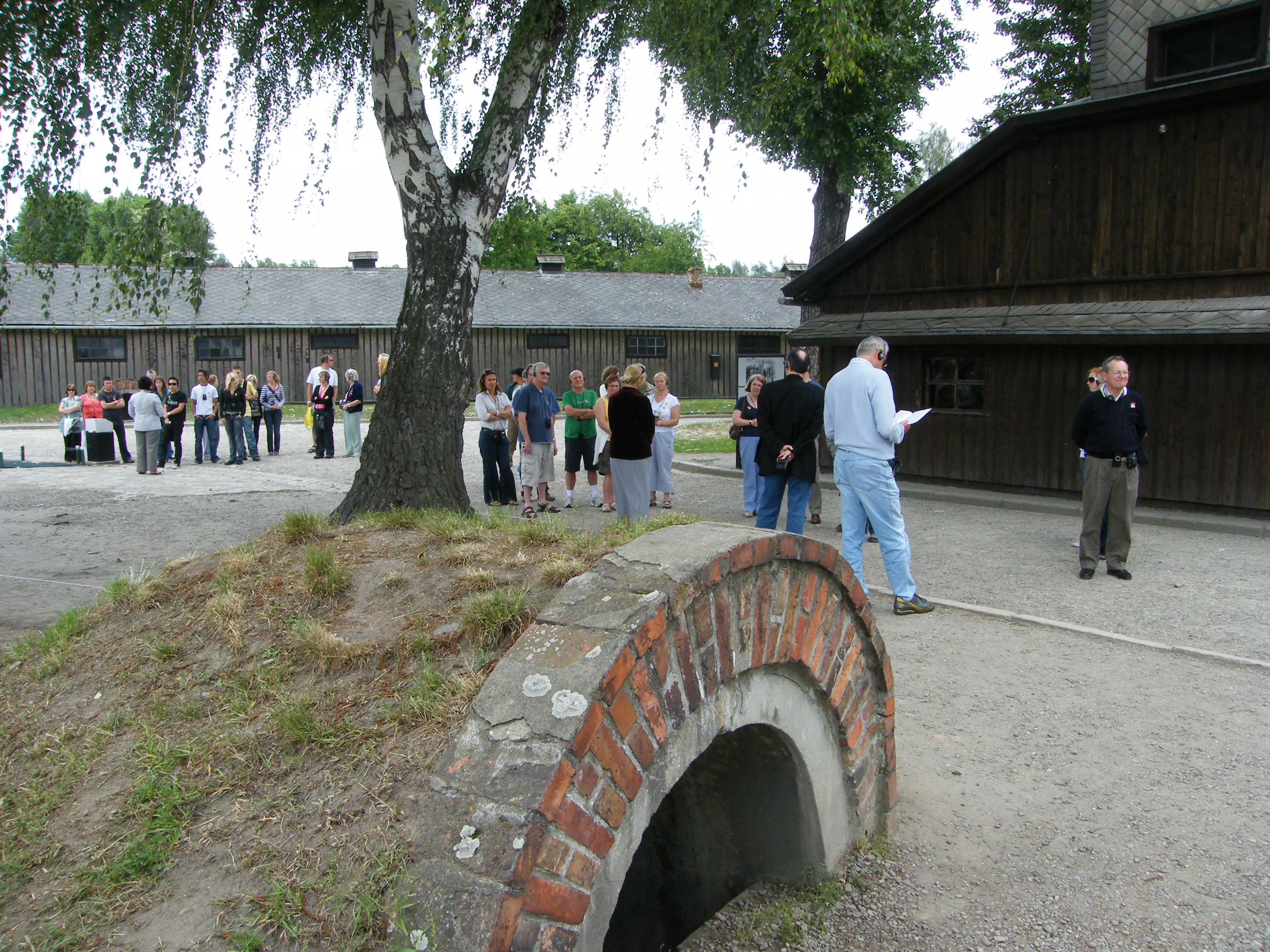
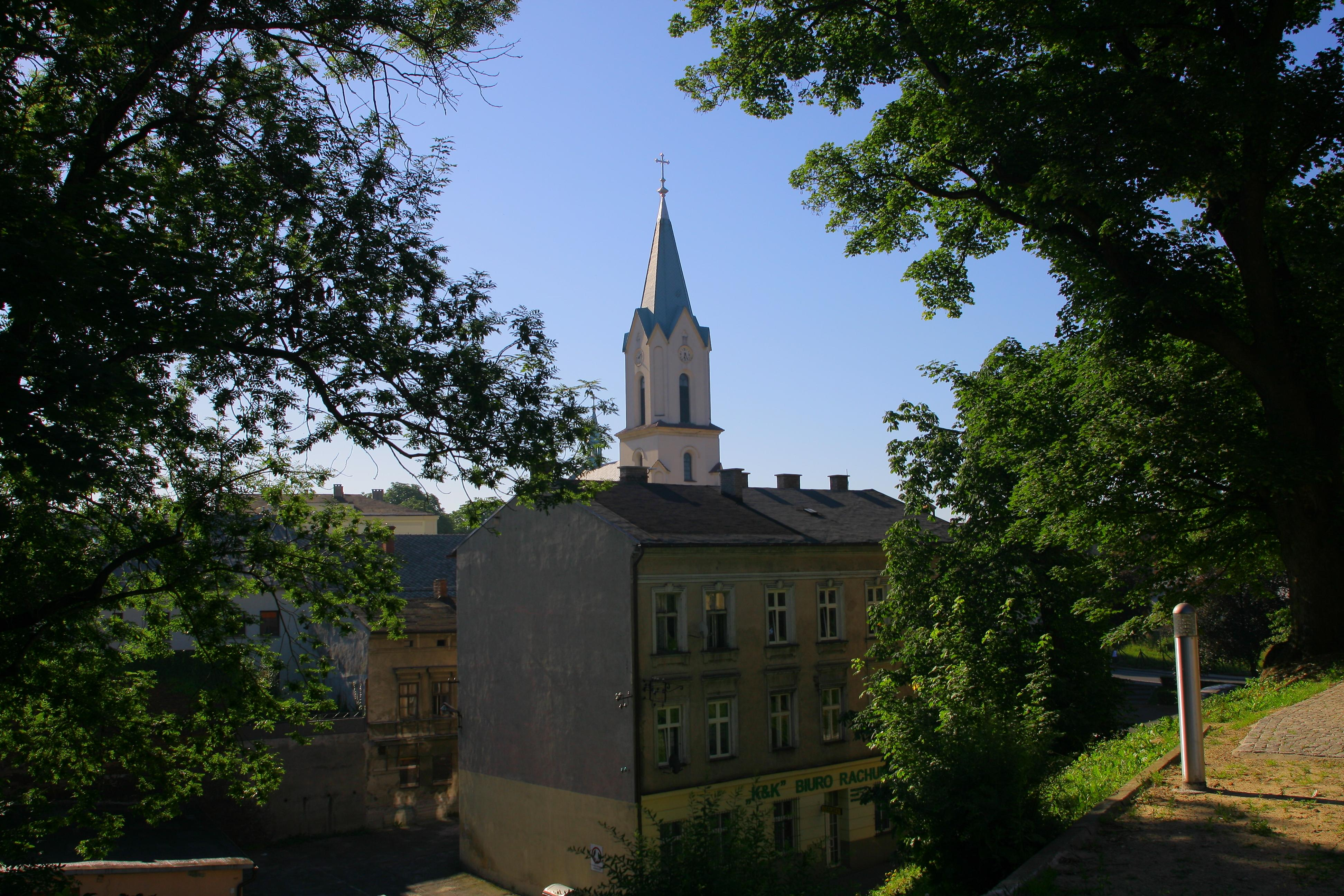
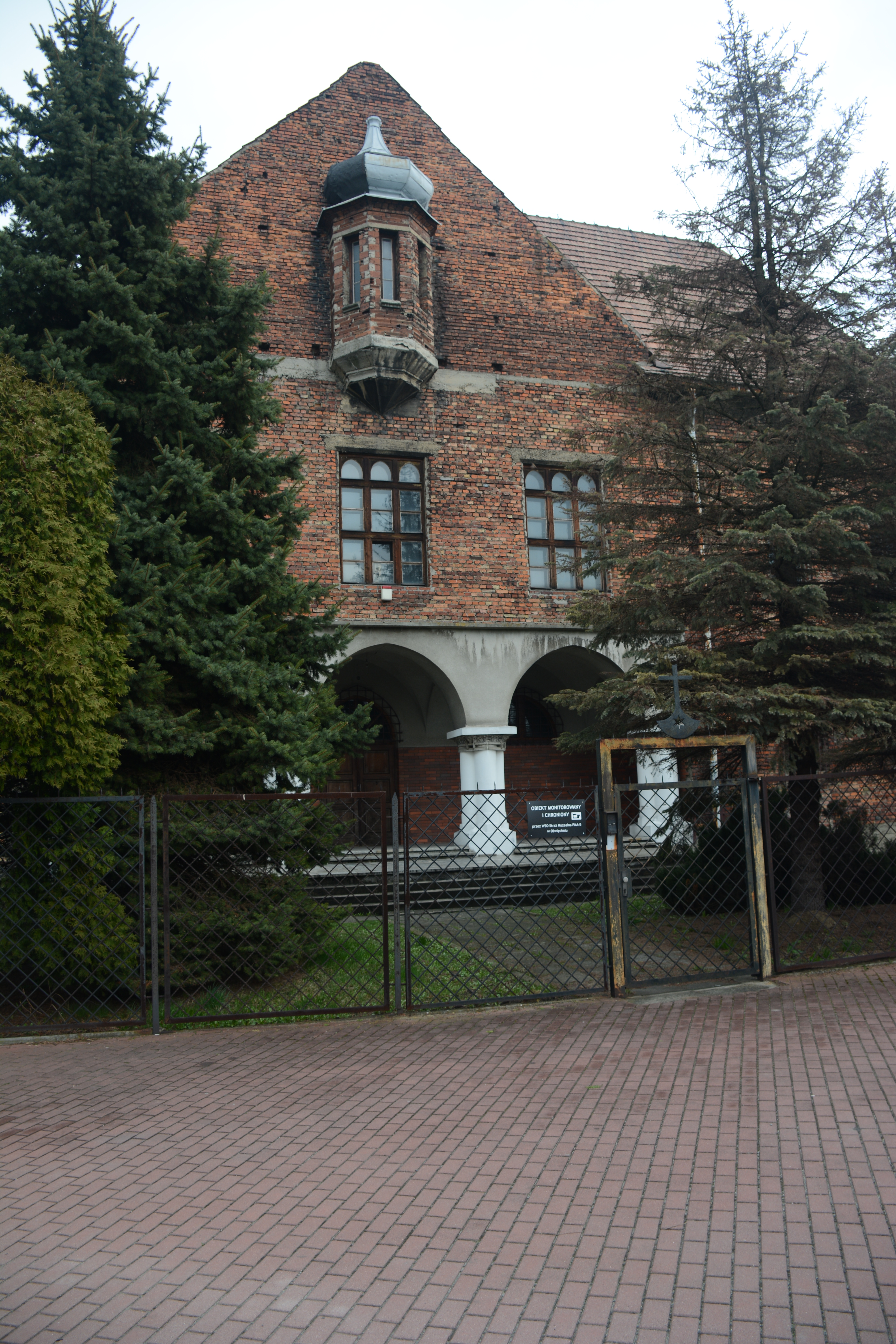
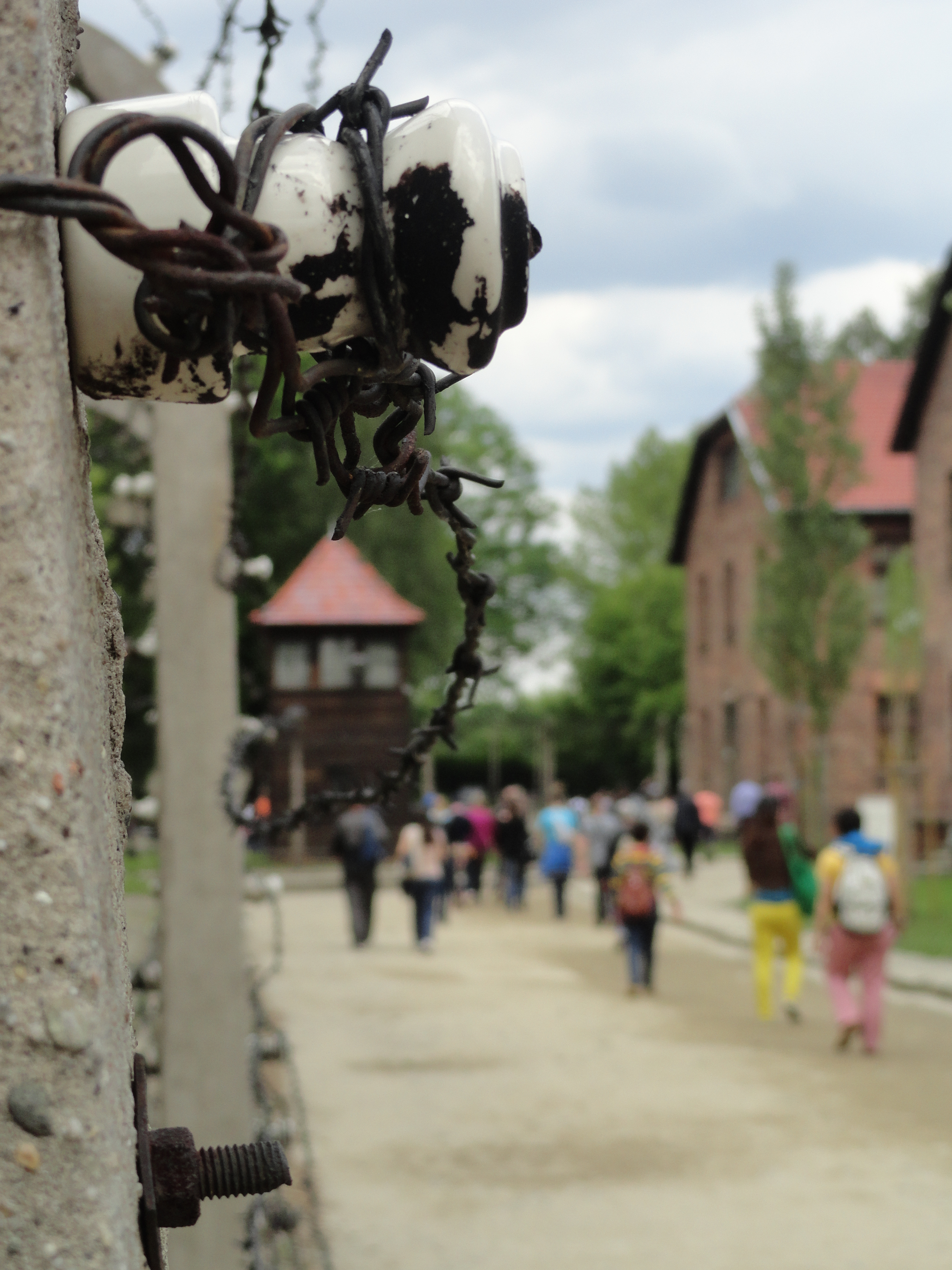
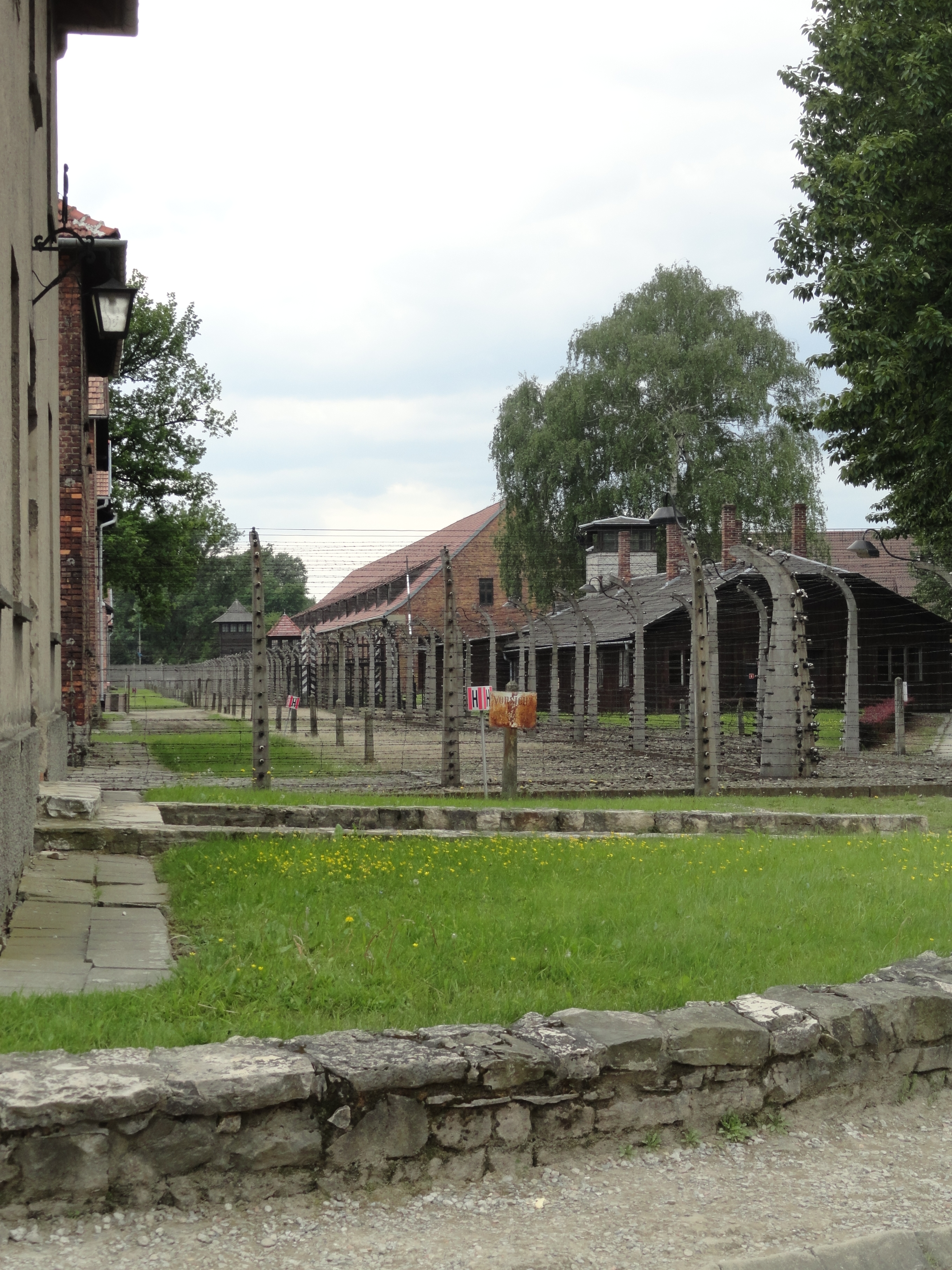
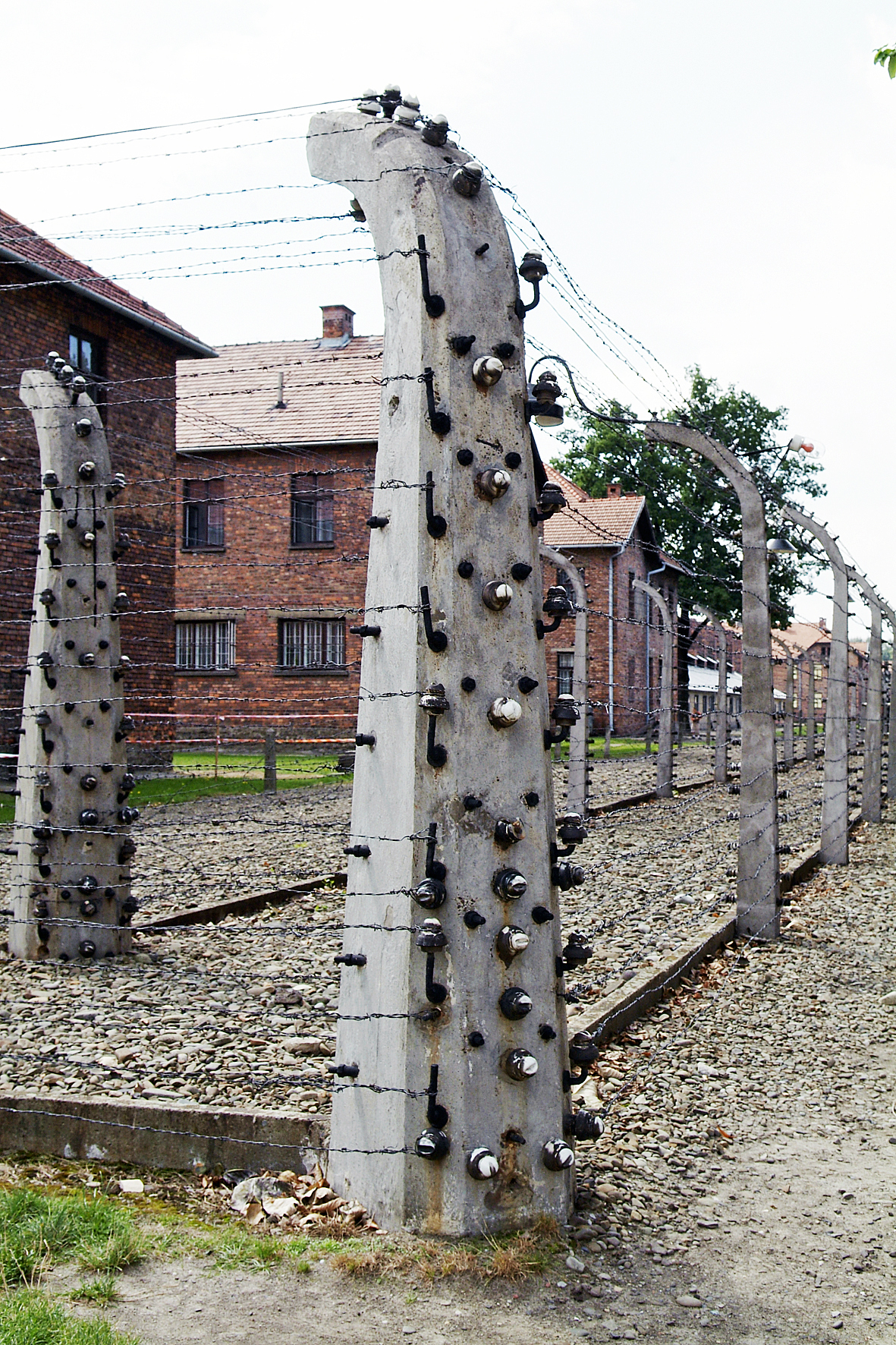
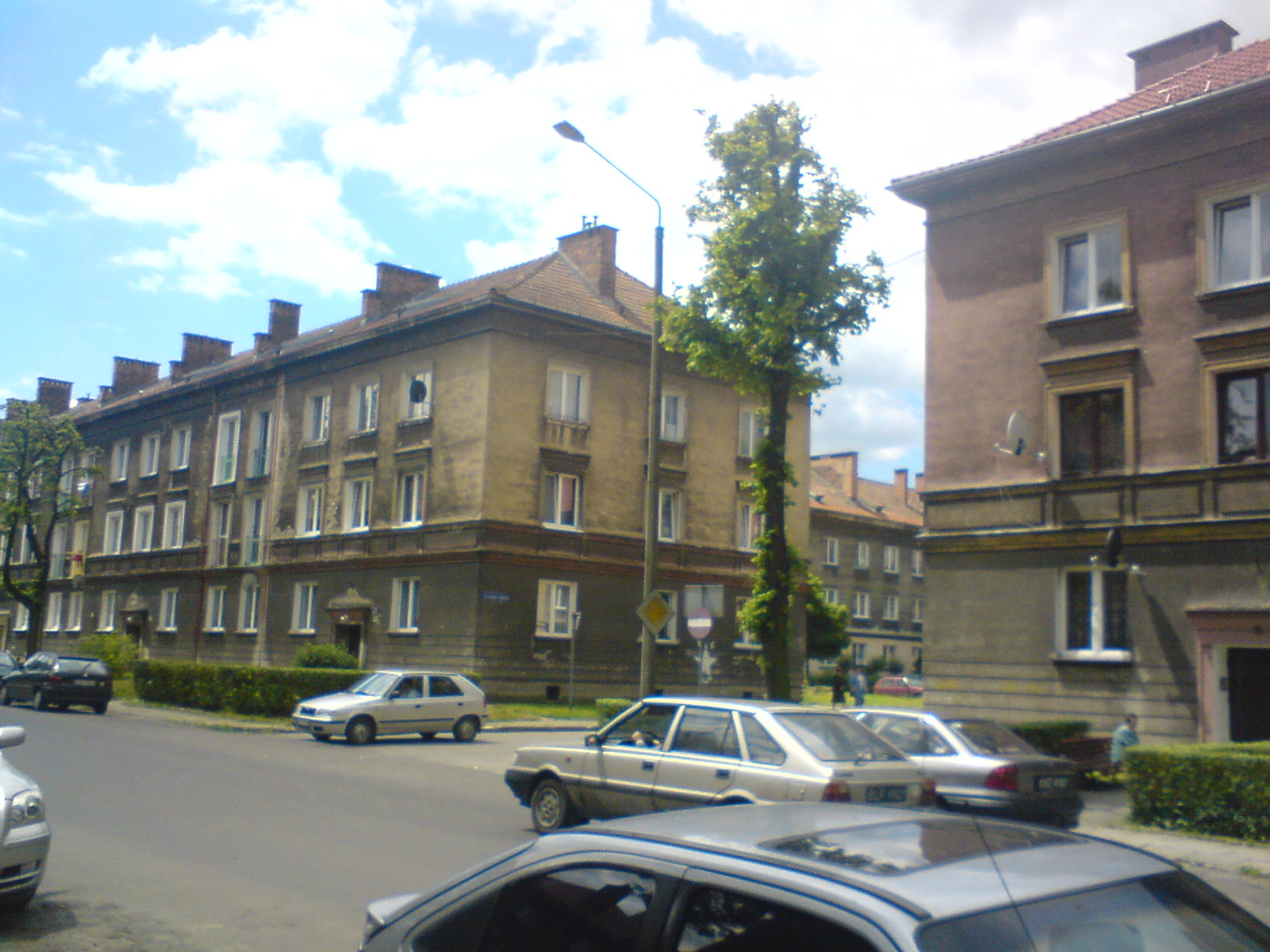
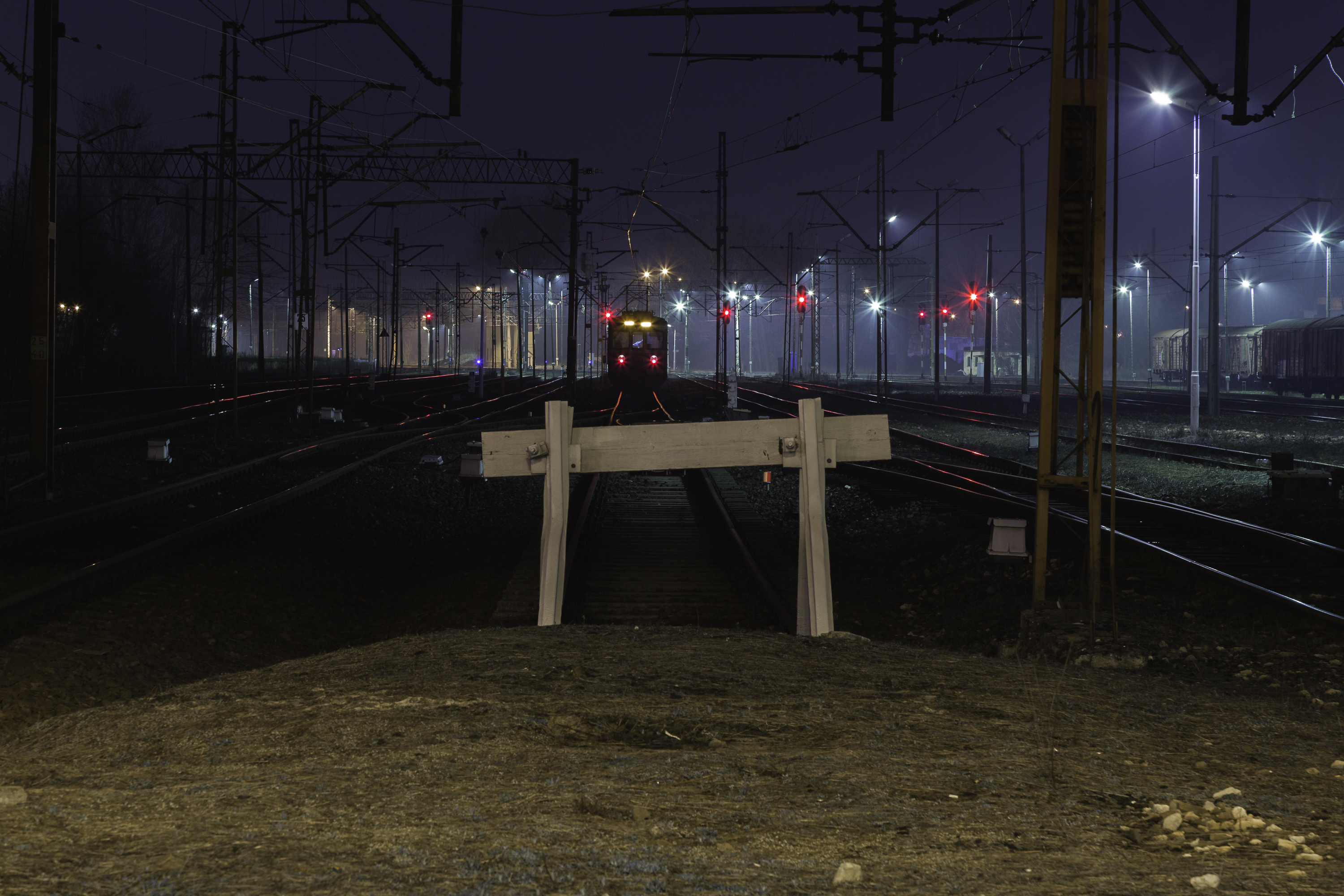
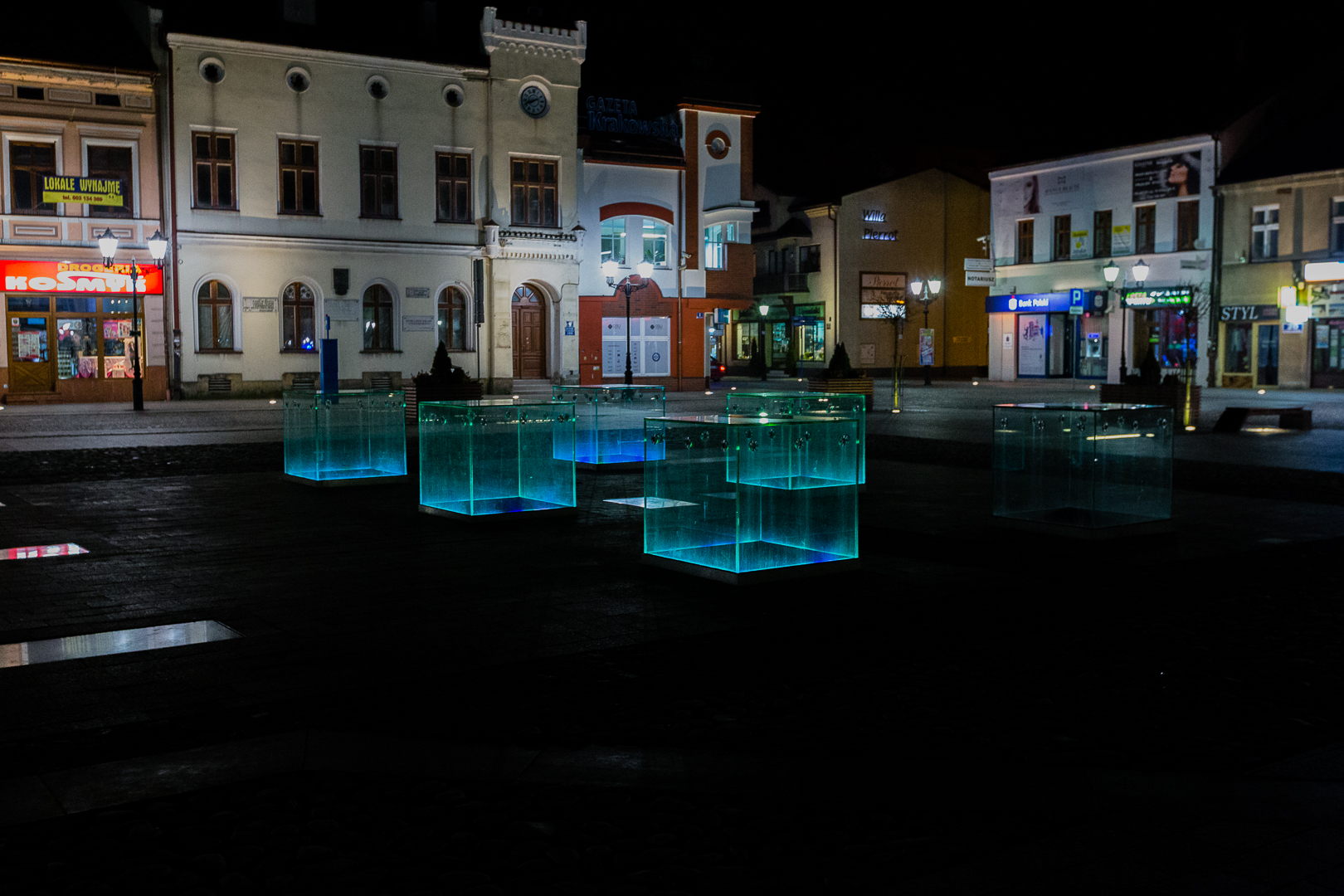
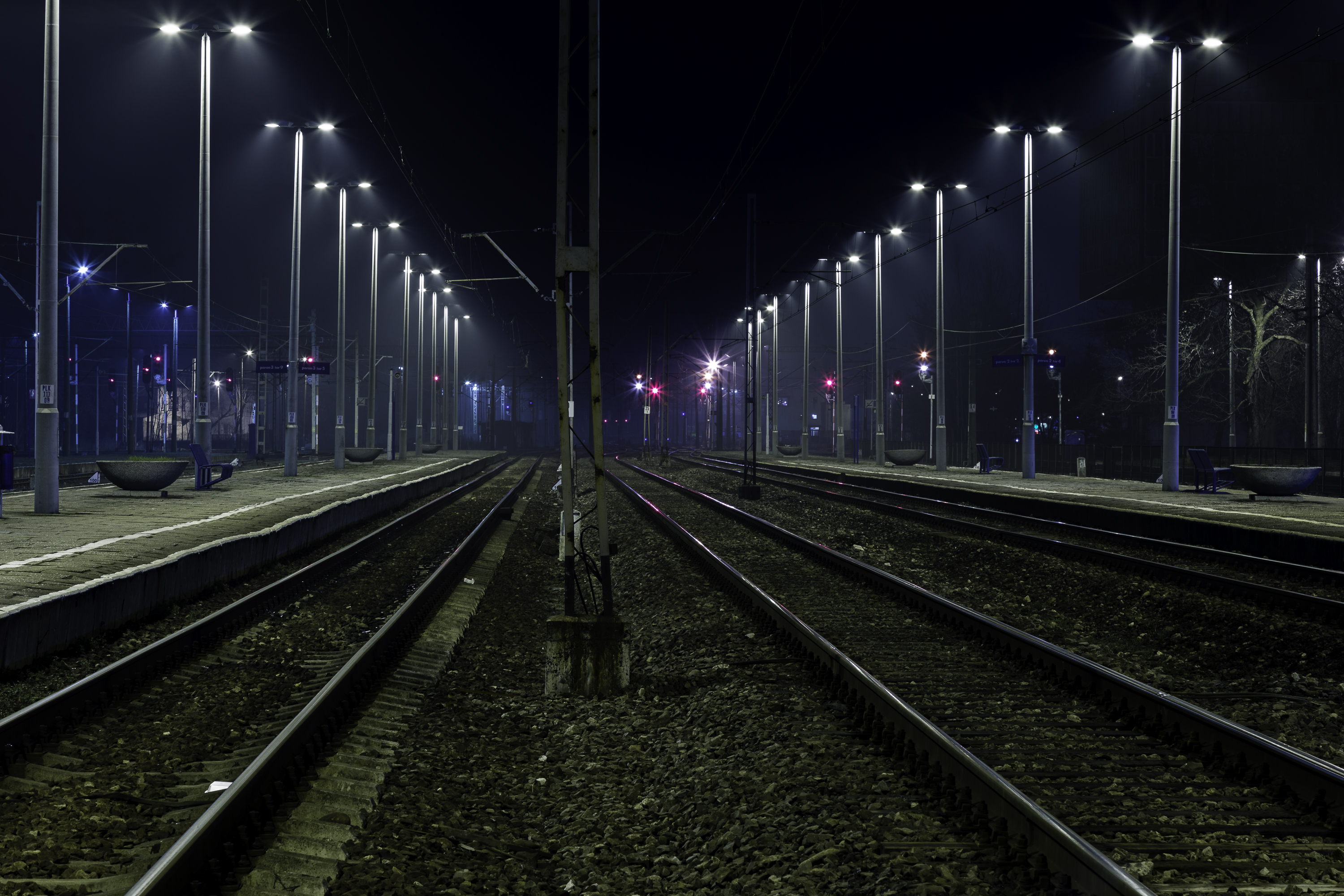